# 26007 Lindazhou
26007 Lindazhou este un asteroid din centura principală de asteroizi.

## Descriere
26007 Lindazhou este un asteroid din centura principală de asteroizi. A fost descoperit pe 26 martie 2001 la Socorro, New Mexico, în cadrul proiectului LINEAR. Asteroidul prezintă o orbită caracterizată de o semiaxă mare de 2,52 ua, o excentricitate de 0,15 și o înclinație de 5,5° în raport cu ecliptica.